# Mary French Rockefeller
Mary French Rockefeller, née Mary Billings French née le 1er mai 1910 à New York et décédée le 17 avril 1997 dans la même ville était une philanthrope américaine qui a été la femme de Laurance Rockefeller, soit la belle-sœur du vice-président Nelson Rockefeller.

## Biographie
Mary French Rockefeller est la fille de John French et de Mary Montagu French. 
Elle devient une militante,avocate, et dirigeante du YWCA (en anglais : Young Women's Christian Association ; en français : Association Chrétienne des Jeunes Femmes).

### Mariage et enfants
Le 15 août 1934, elle épouse Laurance Rockefeller avec qui elle a 4 enfants:
- Laura, née en 1936
- Marion, née en 1938
- Lucy, née en 1941
- Laurance, né en 1944.

### Décès
Après avoir fait une grave chute dans son appartement, elle fut hospitalisée à l'Hôpital presbytérien de New York où elle décéda le même jour. Sa famille a révélé que sa santé était défaillante déjà quelques années avant son décès.